# 부마 민주 항쟁
부마 민주 항쟁(釜馬民主抗爭, 영어: Bu-Ma Democratic Protests)은 1979년 10월 16일부터 10월 20일까지 현재의 부산광역시와 경상남도 마산시 (현 소재지 : 창원시)에서 유신 체제에 대항한 시위가 일어난 것을 말한다. 10월 16일에 부산대학교 학생들이 "유신철폐"의 구호와 함께 시위를 시작했다. 다음날인 17일부터 시민 계층으로 확산된 것을 시작으로 해서, 18일과 19일에는 마산 지역으로 시위가 확산됐다.
당시 박정희 유신정권은 10월 18일 오전 12시를 기해 부산에 계엄령을 선포하고, 66명을 군사 재판에 회부했으며, 10월 20일 오전 12시 정오 마산 및 창원 일원에 위수령을 선포하고 군을 출동시킨 후 폭력시위에 참가한 간첩 및 민간인 59명을 군사재판에 회부했다.
부마민주화운동, 부·마항쟁, 부마항쟁, 부마사태라고도 한다.

## 배경
1978년 12월에 실시된 대한민국 국회의원 선거는 합리적인 금권, 관권선거에 영향이 크게 미쳤다. 그럼에도 불구하고 집권 민주공화당은 야당인 신민당에 지지율에서 패배했다. 다만 농촌에 유리한 선거제도로 인해 의석은 더 얻었다. 그 후 민주화 시위가 널리 퍼지면서 당시 민주 인사들에 대한 연행과 투옥 등 탄압 강도가 강화됐다. 같은 해 8월에 YH무역주식회사 여성 노동자들의 신민당사 점거 농성이 일어났다. 신민당은 불법 농성을 옹호하자 집권 공화당은 야당인 신민당의 김영삼 총재를 국회에서 제명했다. 이는 곧 야당 국회의원 전원 의원직 사퇴로 이어졌다. 같은해 9월 전국에서 대학생들의 시위가 확대됐다. 한편 김영삼의 발언을 문제삼아 국회의원직에서 제명처분하자 김영삼의 정치적 기반인 부산과 마산에서 김영삼을 지지하는 학생들을 중심으로 부마민주항쟁이 일어났다.
제가 내려가기 전까지는 남민전이나 학생이 주축이 된 데모일 거라고 생각했는데 현지에서 보니까 그게 아닙니다. 160명을 연행했는데 16명이 학생이고 나머지는 다 일반 시민입니다. 그리고 데모 양상을 보니까 데모하는 사람들도 하는 사람들이지만 그들에게 주먹밥을 주고 또 사이다나 콜라를 갖다 주고 경찰에 밀리면 자기 집에 숨겨 주고 하는 것이 데모하는 사람과 시민들이 완전히 의기투합한 사태입니다. 주로 그 사람들의 구호를 보니까, 체제에 대한 반대, 조세에 대한 저항, 정부에 대한 불신 이런 것이 작용해서, 경찰서 11개를 불질러 버리고, 경찰 차량을 10여 대 파괴하고 불지르고, 이런 사태가 벌어졌습니다.— 중앙정보부장 김재규, 현지를 시찰한 뒤 당시 상황에 대해 내린 결론

## 일지[5]
- 1979년 5월 3일 – 신민당 전당대회. 온건파 이철승 패배. 강경파 김영삼이 대표로 당선.
- 1979년 8월 11일 – YH사건 발생.
- 1979년 9월 16일 – 김영삼 미국 뉴욕타임즈와 인터뷰 미국의 결단을 요구[6]
- 1979년 10월 4일 – 여당인 공화당이 날치기로 신민당 대표 김영삼을 국회의원에서 제명.
- 1979년 10월 16일 – 부마민주항쟁 발생. 부산대학교 학생 5,000여 명이 "유신정권 물러가라", "정치탄압 중단하라"는 등의 구호를 외치며 교내에서 시위. 저녁에 시내로 진출
- 1979년 10월 17일 – 저녁 시민들이 합세하면서 시위가 지속적으로 확산, 충무파출소 · KBS 부산방송국 · 부산 서구청 · 부산세무서 등이 파괴, 경찰차량 전소 내지 파손
- 1979년 10월 18일 – 정부, 0시를 기해 부산에 계엄령을 선포하고 계엄군을 투입해 1,058명을 연행하고 66명을 군사재판에 회부. 시민을 폭행하던 3공수여단 군인에게 항의한 부산동부경찰서 경위가 거리에서 집단 폭행을 당함.[7]
- 1979년 10월 19일 – 마산 지역에서 마산대학교[8]와 경남대학교 학생 시위, 민주공화당사·파출소·방송국 타격
- 1979년 10월 20일 – 근로자, 고등학생 시위 합세. 마산에 위수령 선포
- 1979년 10월 23일 – 부산 마산 통금 환원이 서서히 평온을 되찾았다.[9]
- 1979년 10월 26일 오전 12시 – 부산지역 계엄군 철수[10]
- 1979년 10월 26일 – 박정희 대통령 사망(10·26 사건)

## 영향
이 사건은 긴급조치로 유지되던 유신체제를 위기에 몰아넣었다. 이러한 항쟁은 5·18 광주 민주화 운동, 6월 항쟁에 영향을 주었다.

## 이후
부마민주항쟁을 기리는 부산민주공원이 부산광역시에 조성되었고, 창원시에도 이를 기리는 기념비가 설치되었다.
2014년 10월 13일 부마항쟁 진상규명·보상위원회가 공식으로 출범하였다.
2015년 5월 18일에는 관련 법안이 통과되었다.
그러나 위원 선정의 공정성과 활동 방안에 대해서 비판을 받고 있다.
2019년 9월 17일에 10.16 부마민주항쟁이 공식적으로 국가기념일로 지정된다.

## 시위 진압을 위한 계엄령 선포
부마민주항쟁 현장으로 공수부대 출동은 차지철의 아이디어였다고 한다. 전두환 당시 보안사령관도 10월 18일 부산에 와서 계엄사령관과 진압작전 계획을 검토하였다.

## 참고 문헌
- 이 문서에는 다음커뮤니케이션(현 카카오)에서 GFDL 또는 CC-SA 라이선스로 배포한 글로벌 세계대백과사전의 내용을 기초로 작성된 글이 포함되어 있습니다.

## 같이 보기
- 10·26 사건
- 5·18 광주 민주화 운동
- 김영삼
- 6월 항쟁
- 박정희 정부#과도한 형벌투입을 활용한 정권의 지탱